# Oued El Kheir
Oued El Kheir è un comune dell'Algeria, situato nella provincia di Mostaganem.